# Koda (Einheit)
Die Koda (Pl. Koden) war ein russisches Handels- und Getreidemaß.
Es galt im ehemaligen russischen Gouvernement Georgien und entsprach 2 Pud. Die Festlegung des Maßes erfolgte am 30. Juni 1811 unter der Ediktnummer 24696.
- 1 Koda = 80 Pfund (russ.) = 32,761 Kilogramm[2]

Neun russische Pfund entsprachen einem Liter.